# Élections législatives groenlandaises de 2021
Les élections législatives groenlandaises de 2021 se déroulent de manière anticipée le 6 avril 2021 afin de renouveler les 31 membres de l'Inatsisartut, le parlement du Groenland.
À l'issue d'une campagne électorale où prédomine la question de l'exploitation des ressources d'uranium et de terres rares du pays, à l'origine de la mise en minorité du gouvernement, les élections voient la victoire du parti Inuit Ataqatigiit, opposé au projet, qui arrive largement en tête. Son dirigeant, Múte Bourup Egede, forme un gouvernement de coalition avec le parti Naleraq, arrivé troisième.

## Contexte

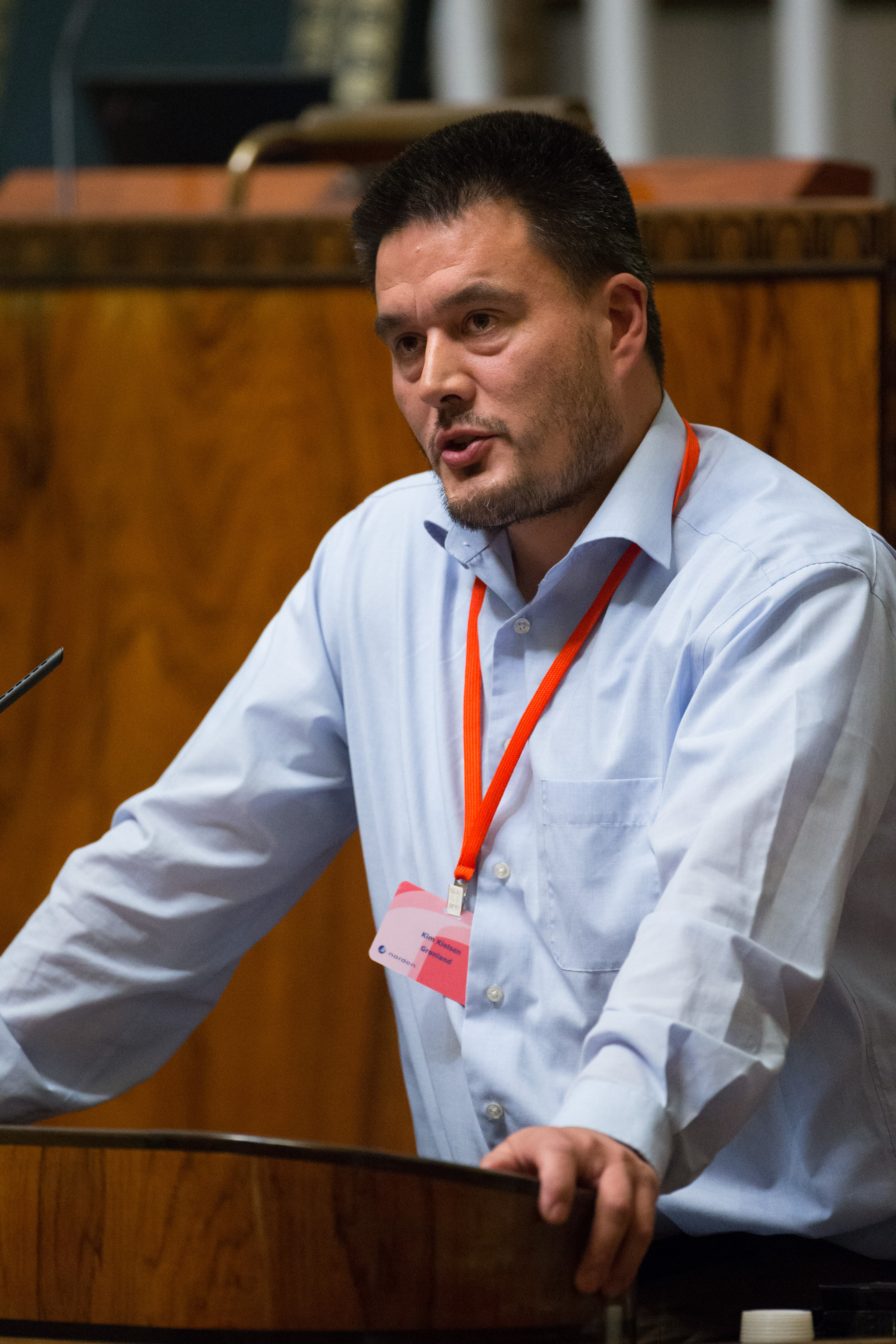
Kim Kielsen

Les élections d'avril 2018 aboutissent à la formation d'un gouvernement de coalition réunissant les partis Siumut, Inuit Ataqatigiit et Partii Naleraq. Kim Kielsen, du parti Siumut, est reconduit au poste de Premier ministre.
Kim Kielsen fait cependant l'objet en octobre 2020 d'une motion de censure en raison d'accusations de conflits d'intérêts pour son rôle dans la préparation d'une nouvelle législation favorisant la production locale de caviar en accordant des avantages fiscaux aux pécheurs, alors même qu'il venait de louer à un ami un bateau à fin d'utilisation dans ce secteur d'activité. La motion échoue de justesse par 14 voix contre et 13 pour, mais laisse Kielsen politiquement affaibli,.
Le mois suivant, il perd l'élection interne pour la présidence du parti Siumut au profit d'Erik Jensen, davantage favorable à l'indépendance du territoire, mais décide de se maintenir à son poste de Premier ministre. Cette situation de dissension interne entre les deux rivaux au sein du Siumut se conjugue à un désaccord au sein de la coalition au sujet d'un projet d'ouverture d'une mine d'uranium et de terres rares sur le site de Kvanefjeld, porté par Siumut, mais auquel s'oppose le parti Les Démocrates. Ce dernier finit début février 2021 par quitter la coalition, plaçant le gouvernement de Kielsen en situation de gouvernement minoritaire avec seulement 12 sièges sur 31. Après plusieurs jours de tentative infructueuse de formation d'une nouvelle coalition, l'Inatsisartut vote une motion de censure le 16 février à l'encontre du Premier ministre, avant de voter le lendemain la tenue d'élections anticipées pour le 6 avril suivant, un an avant la date prévue,.

## Système électoral
L'Inatsisartut est le parlement monocaméral du Groenland, pays constitutif du royaume de Danemark. Il est composé de 31 sièges pourvus pour quatre ans au scrutin proportionnel plurinominal de liste dans une seule circonscription électorale. Après décompte des voix, les sièges sont répartis selon la méthode d'Hondt, sans seuil électoral.

## Sondages
| Date          | Siumut     | IA         | Dém.      | Naleraq   | Atassut  | NQ       | Coop.    |
| ------------- | ---------- | ---------- | --------- | --------- | -------- | -------- | -------- |
| Date          |            |            |           |           |          |          |          |
| Février 2021  | 29.4% (9)  | 38.4% (13) | 11.3% (3) | 12.2% (4) | 6.8% (2) | 1.2% (0) | 0.7% (0) |
| Décembre 2020 | 31.0% (10) | 34.5% (12) | 12.7% (4) | 11.0% (3) | 6.1% (2) | 2.6% (0) | 2.1% (0) |
| Janvier 2019  | 28.7% (10) | 30.6% (10) | 21.7% (7) | 10.3% (3) | 4.5% (1) | 2.2% (0) | 2.5% (0) |

## Résultats
|                        |                                   |        |       |       |        |               |  |  |  |
| Parti                  | Parti                             | Voix   | %     | +/-   | Sièges | +/-           |  |  |  |
|                        | Inuit Ataqatigiit (IA)            | 9 933  | 37,44 | 11,66 | 12     | 4             |  |  |  |
|                        | Siumut (S)                        | 7 986  | 30,10 | 2,66  | 10     | 1             |  |  |  |
|                        | Naleraq (N)                       | 3 252  | 12,26 | 1,29  | 4      | en stagnation |  |  |  |
|                        | Les Démocrates (D)                | 2 454  | 9,25  | 10,44 | 3      | 3             |  |  |  |
|                        | Atassut (A)                       | 1 878  | 7,08  | 1,12  | 2      | en stagnation |  |  |  |
|                        | Nunatta Qitornai (NQ)             | 639    | 2,41  | 1,04  | 0      | 1             |  |  |  |
|                        | Parti de la Coopération (en) (SA) | 376    | 1,42  | 2,69  | 0      | 1             |  |  |  |
|                        | Indépendants                      | 10     | 0,04  | –     | 0      | –             |  |  |  |
|                        |                                   |        |       |       |        |               |  |  |  |
| Votes valides          | Votes valides                     | 26 528 | 97,86 |       |        |               |  |  |  |
| Votes blancs et nuls   | Votes blancs et nuls              | 581    | 2,14  |       |        |               |  |  |  |
| Total                  | Total                             | 27 109 | 100   | –     | 31     | en stagnation |  |  |  |
| Abstentions            | Abstentions                       | 14 017 | 34,08 |       |        |               |  |  |  |
| Inscrits/Participation | Inscrits/Participation            | 41 126 | 65,92 |       |        |               |  |  |  |

## Analyse
En nette hausse par rapport à 2018, le parti d'opposition Inuit Ataqatigiit devance le Siumut du Premier ministre Kim Kielsen, lui-même en légère progression, au cours d'un scrutin perçu comme un référendum sur l’exploitation des mines d'uranium et de terres rares,,. En revanche, Les Démocrates, à l'origine de la motion de censure, perdent la moitié de leurs sièges.
Le dirigeant d'Inuit Ataqatigiit, Múte Bourup Egede, entreprend à partir du 8 avril des négociations en vue de la formation d'un gouvernement de coalition. Les démocrates s'en retirent le lendemain, jugeant leurs positions irréconciliables tout en souhaitant bonne chance à Egede. Ce dernier annonce le 13 la fin des négociations avec Siumut, qu'il décrit comme trop miné par des conflits internes pour parvenir à une ligne commune sur un accord.
Un accord de coalition avec Naleraq est finalement annoncé le 16 par Egede, qui bénéficie ainsi de la majorité absolue à l'Inatsisartut avec 16 sièges sur 31. Atassut annonce pour sa part être disposé à apporter son soutien sans participation à la coalition, qui est mise en place le 18 avril. Egede devient ainsi à 34 ans le plus jeune Premier ministre groenlandais,.
Le 16 juillet, le gouvernement vote une loi interdisant l'exploration pétrolière sur son territoire terrestre et maritime. Une loi interdisant l'extraction d'uranium est par ailleurs annoncée en préparation.